# Tommy Walker
Thomas „Tommy” Walker OBE (ur. 26 maja 1915 w Livingston, zm. 11 stycznia 1993 w Edynburgu) – szkocki piłkarz występujący na pozycji napastnika, a następnie trener piłkarski.

## Kariera piłkarska
Profesjonalną piłkarską karierę Walker zaczął w roku 1933 w klubie Heart of Midlothian. Grał tam do roku 1946, występując w 170 meczach i strzelając 192 bramki.
Następnie został sprzedany do Chelsea F.C. w roku 1946. W londyńskim klubie wystąpił w 97 meczach i strzelił 23 gole.
Później znowu przeszedł do Hearts, w 1948, wystąpił tylko w jednym meczu.
W reprezentacji Szkocji zagrał 21 razy, strzelając 9 bramek, w latach 1934–1939.

## Kariera trenerska
- 1951–1966: Hearts
- 1967–1969: Raith Rovers F.C.